# Иван Притъргов
Иван Николов Претъргов (15 септември 1952 г. – 25 януари 2017 г.) е бивш футболист, централен нападател. Един от изявените голмайстори в българския футбол през 70-те години на ХХ век. В кариерата си играе за три клуба – Черноморец (Бургас), Тракия (Пловдив) и ЦСКА (София). Има общо 108 гола в А група и 23 гола в Б група.

## Биография
Роден е на 15 септември 1952 г. в Бургас. Бургас е само мястото, където се ражда, израства в село Долно Езерово, Бургаско, сега квартал на Бургас. До VIII клас учи в местното училище „Хр. Ботев“ и благодарение на местните учители и директора на училището И. Ненчев тренира футбол в селския отбор.
Неговият талант и трудолюбие скоро биват забелязани от футболните специалисти. Играл е за Черноморец (1969 – 1974 и 1977 – 1984), Ботев (Пловдив) (1974 – 1975) и ЦСКА (1975 – 1977).
Шампион на България през 1976 г. с ЦСКА (голмайстор на отбора с 10 гола в 29 мача). Голмайстор на А група през 1975 с 20 гола за Ботев (Пд) и на Южната Б група през 1974 г. с 23 гола за Черноморец.
В А група е изиграл 329 мача и е отбелязал 108 гола. Има 7 мача и 2 гола за А националния отбор, 1 мач за Б националния отбор, 16 мача с 5 гола за младежкия и 12 мача с 4 гола за юношеския национален отбор. За КЕШ има 4 мача за ЦСКА.
Футболист с разнообразна и резултатна игра. „Заслужил майстор на спорта“ от 1976 г. Бивш треньор на Несебър.
Умира на 25 януари 2017 г. след прекаран тежък инсулт.
В негова чест през 2023 г. бургаския стадион Червено знаме (стадион, Бургас) е преименуван на стадион „Иван Притъргов“.